# Pomnik Stiepana Makarowa w Kronsztadzie
Pomnik Stiepana Makarowa w Kronsztadzie (ros. Памятник С. О. Макарову, nazywany także Monumentem Makarowa) – pomnik wzniesiony w 1913 roku w Kronsztadzie, w Rosji na cześć rosyjskiego dowódcy marynarki wojennej, oceanografa, polarnika i wiceadmirała Stiepana Makarowa.
Fundusze na budowę pomnika zbierano już w 1910 roku. Zaczęto od spotkania poświęconego pamięci wiceadmirała Stiepana Makarowa. Przyjęto wówczas projekt rosyjskiego (później sowieckiego) rzeźbiarza Leonida Sherwooda, oraz wybrano Plac Kotwic w Kronsztadzie jako lokalizację przyszłego pomnika. Budowę pomnika rozpoczęto w 1911 a odsłonięcie nastąpiło 24 czerwca 1913 roku w obecności samego cesarza Rosji Mikołaja II.
Pomnik Stiepana Makarowa składa się z 5 metrowego cokołu wykonanego z granitu, na którym umieszczony jest odlany z brązu 3,5 metrowej wysokości posąg, oraz trzy płaskorzeźby umieszczone na trzech stronach cokołu poświęcone najważniejszym etapom życia wiceadmirała Stiepana Makarowa takim jak:
Jako pierwszy w rosyjskiej armii wykonał atak pływającymi torpedami podczas wojny rosyjsko-tureckiej w latach 1877-1878.
Zaprojektował i nadzorował budowę Jermaka pierwszego lodołamacza na świecie o wzmocnionym kadłubie mogącego skutecznie łamać lód.
Wybuch pancernika Pietropawłowsk 13 kwietnia 1904 roku w czasie wojny rosyjsko-japońskiej, na którym zginął.
Na pomniku znajduje się także wygrawerowana w brązie pieśń ku czci Stiepana Makarowa autorstwa Dmitrijewa, cały pomnik ogrodzony jest żeliwnymi łańcuchami podwieszonymi na czterech kotwicach leżących wokół pomnika.